# Pra-Esperanto
Pra-Esperanto (deutsch: Proto-Esperanto) ist der heutige Name für das erste Plansprachen-Projekt von Ludwik Lejzer Zamenhof. Zamenhof begann schon als Jugendlicher an diesem Projekt zu arbeiten.
Genauer gesagt gab es ein Pra-Esperanto I von 1878 und ein Pra-Esperanto II von 1882. Das eigentliche Esperanto, das heute gesprochen wird, stammt von 1885 und wurde bis zu seiner Veröffentlichung 1887 nur noch geringfügig verändert.
Pra-Esperanto hat heute zwei wichtige Aspekte:
- Es zeigt, wie Zamenhof Stück für Stück seinen ersten Entwurf veränderte.
- Merkmale von Pra-Esperanto können bei der Abfassung von literarischen Esperanto-Texten als Stilmittel gebraucht werden, wo eine altertümliche Sprachform gewünscht wird.

Gerade das Pra-Esperanto II stellt die Esperantologie jedoch auch vor Probleme: Es ist bis auf wenige Fragmente nicht erhalten, es existiert jedoch eine Fragmenten-Edition mit Beschreibung, die von Gaston Waringhien veröffentlicht wurde. Die Überlieferungsgeschichte lässt wichtige Fragen offen, und Waringhien zitiert überwiegend aus seinen eigenen Abschriften eines im Zweiten Weltkrieg angeblich zerstörten Originals (von dem lediglich zwei Seiten als Foto-Reproduktion von Edmond Privat erhalten sind).